# Lignite

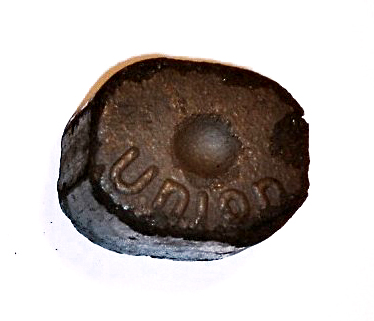
Bloc de lignite à usage domestique.

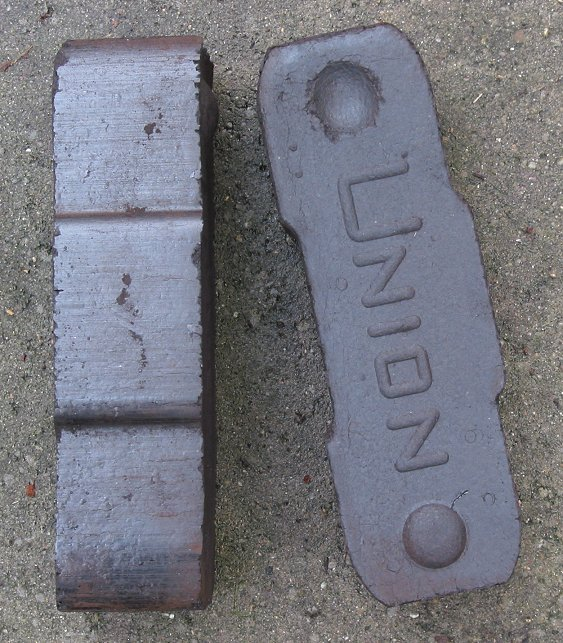
Briquette de lignite.

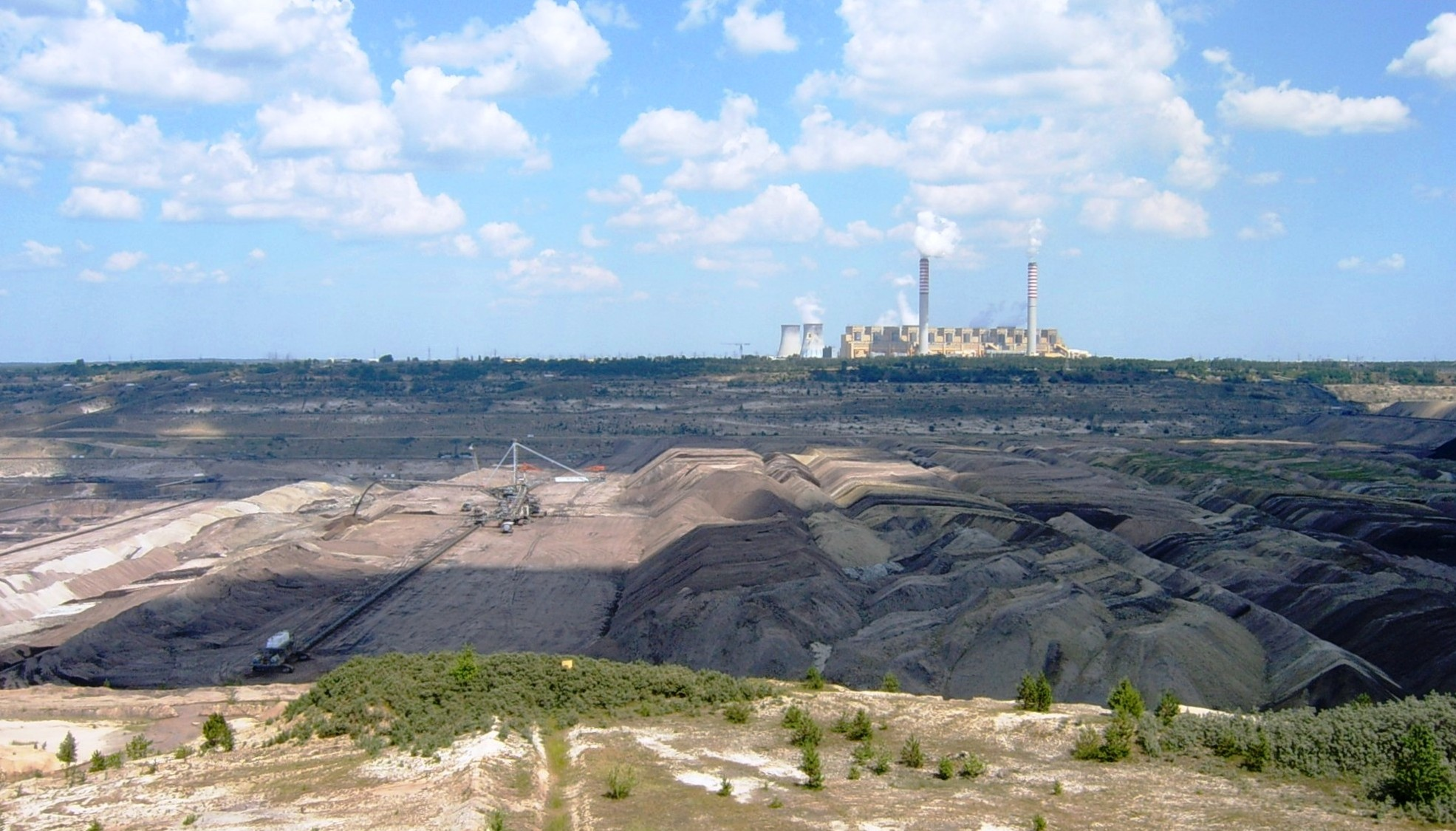
Mine de lignite près de la Centrale thermique de Bełchatów.

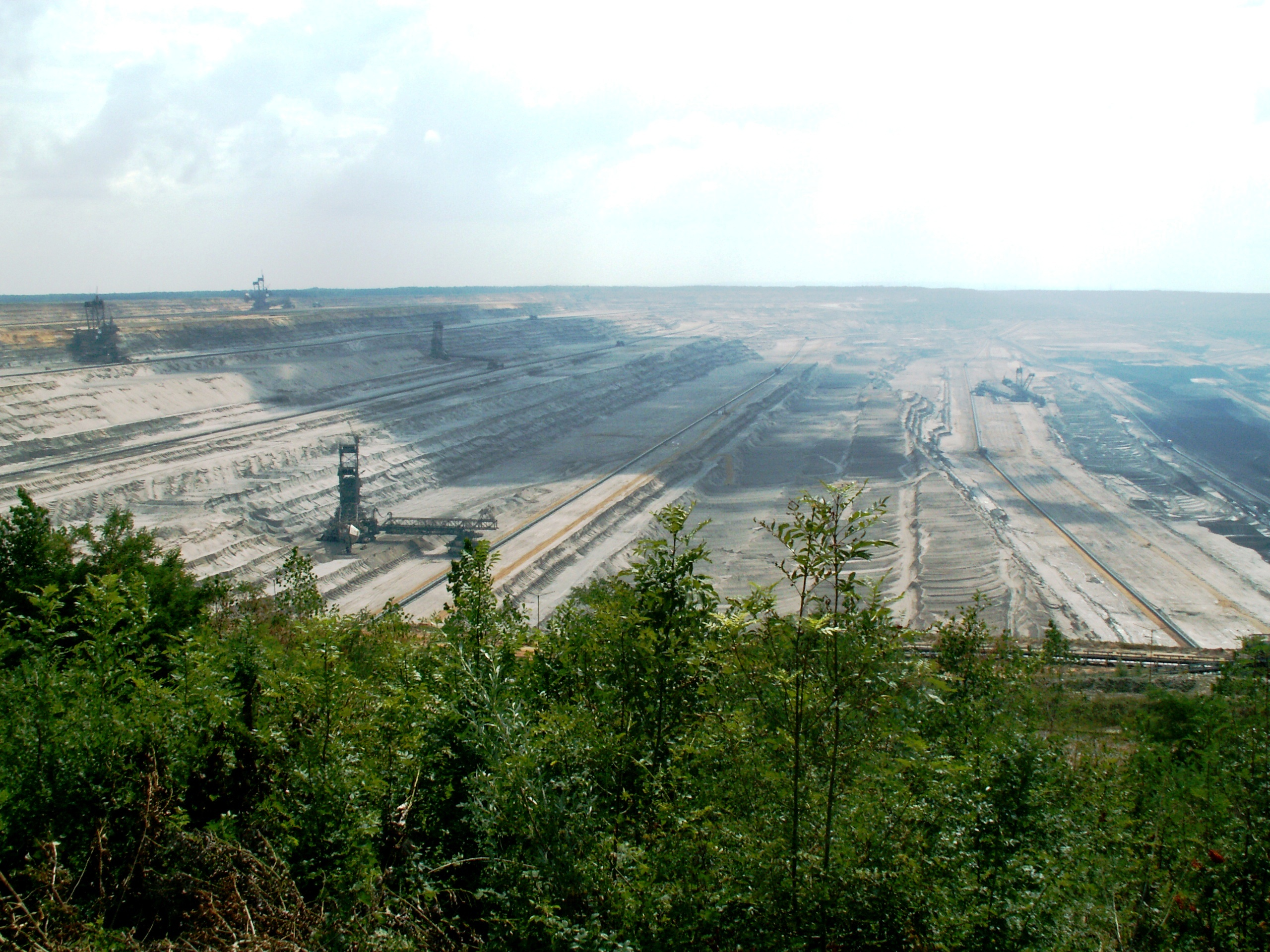
Mine de Hambach, en Allemagne.

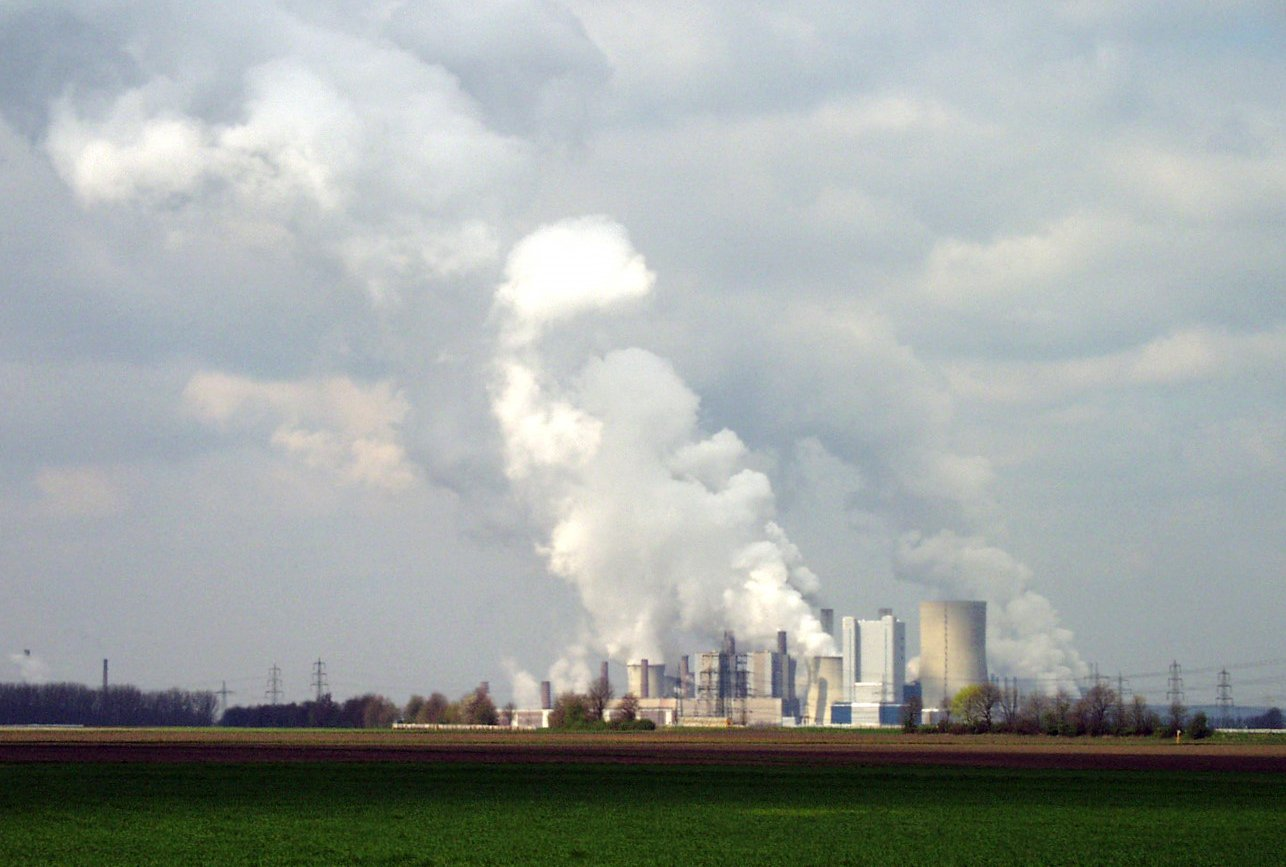
Centrale électrique brûlant du lignite près de Cologne.

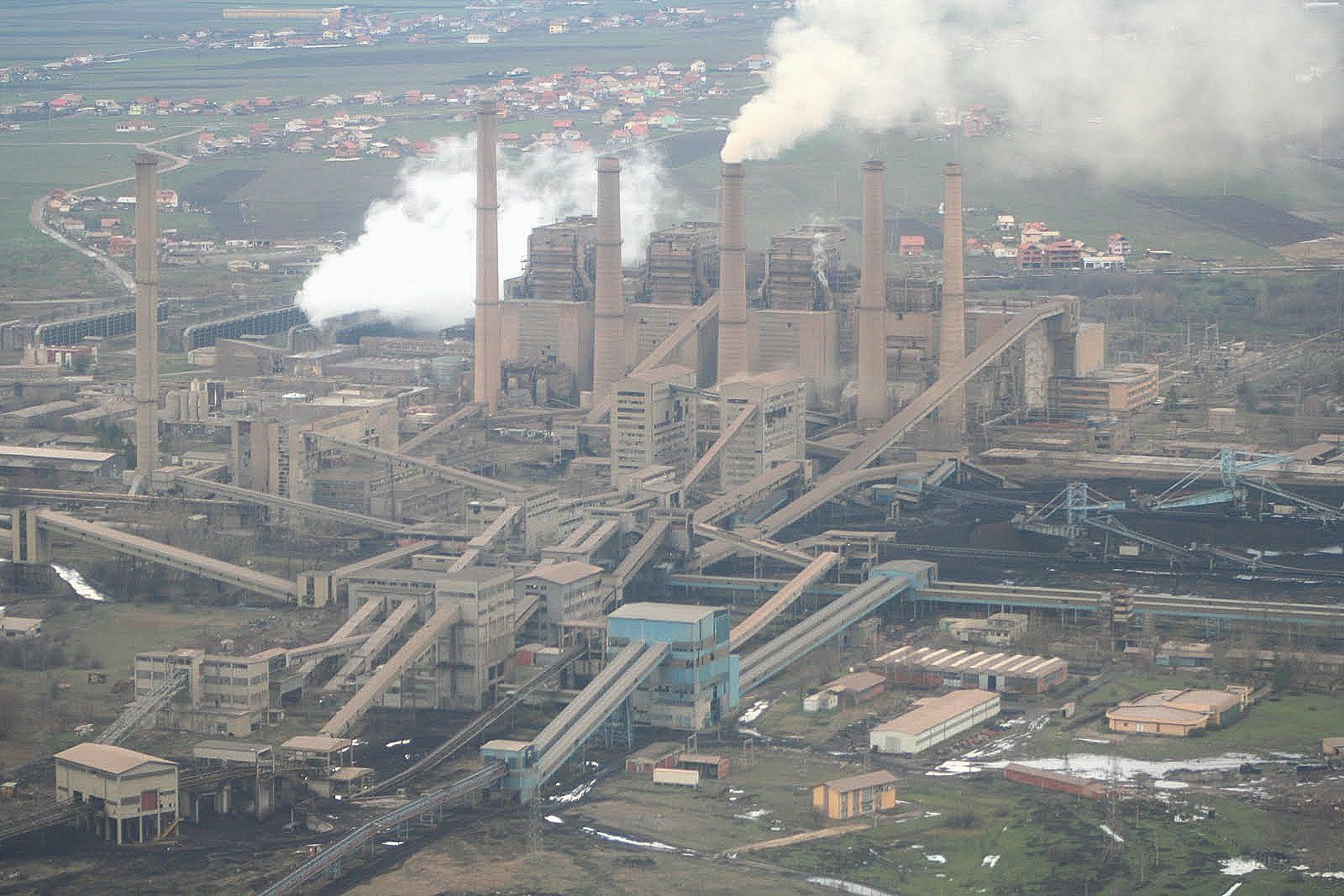
Centrale électrique d'Obilic près de Pristina (Kosovo) qui alimente l'ensemble du pays en électricité.

Le lignite est une roche sédimentaire composée de restes fossiles de plantes (vient de lignine). C'est une roche intermédiaire entre la tourbe et la houille.

## Caractéristiques
Le lignite est un charbon composé de 65 à 75 % de carbone. Il est utilisé pour le chauffage et pour produire de l'électricité. Le lignite à l'état naturel contient un grand pourcentage d'eau (50 %). Il est broyé et séché de façon à réduire la teneur en eau à environ 11 %. En deçà, les substances volatiles contenues dans le lignite sont trop instables pour une application sécurisée (risque d'auto-inflammation).
Le pouvoir calorifique inférieur (PCI) du lignite séché se situe aux alentours de 20 MJ/kg, ce qui fait qu'il est considéré comme un combustible peu rentable (le PCI de la houille se situe aux alentours de 29 MJ/kg). Sa forte teneur en eau résiduelle et le PCI faible rendent le transport du lignite rapidement onéreux, son utilisation restant donc limitée aux alentours immédiats des exploitations.
| Produits                                | Teneur en carbone (en %) | Pouvoir calorifique (en kJ/kg) | Pouvoir calorifique (en kWh/kg) |
| --------------------------------------- | ------------------------ | ------------------------------ | ------------------------------- |
| Anthracite                              | 93 - 97                  | 33 500 - 34 900                | 9,3 - 9,7                       |
| Charbon maigre et houille anthraciteuse | 90 - 93                  | 34 900 - 36 000                | 9,7 - 10,0                      |
| Charbon demi-gras ou semi-bitumineux    | 80 - 90                  | 35 000 - 37 000                | 9,7 - 10,3                      |
| Charbon gras ou bitumineux à coke       | 75 - 90                  | 32 000 - 37 000                | 8,9 - 10,3                      |
| Flambant                                | 70 - 80                  | 32 700 - 34 000                | 9,1 - 9,4                       |
| Lignite                                 | 50 - 60                  | < 25 110                       | < 7,0                           |
| Tourbe                                  | < 50                     | 12 555                         | 3,5                             |

## Impacts environnementaux et sanitaires

### Extraction
Les mines à ciel ouvert utilisent beaucoup d'espace : 170 000 ha en Allemagne, dont 68 % ont été rendus à l'agriculture.
Ces mines sont aussi des sources de radon et de descendants radioactifs du radon, impliqués dans la genèse de nombreux cancers du poumon. Les travailleurs y sont plus exposés dans le cas de mines souterraines. Les taux peuvent fortement varier selon les lieux et moments. Par exemple, dans trois mines de lignite étudiées en Turquie, les concentrations de radon dans les mines varient de 50 ± 7 à 587 ± 16 Bq/m3 d'air, en dessous des seuils d'action en vigueur en Turquie, selon les expositions au radon telles qu'évaluées pour les travailleurs des mines de lignite de Tunçbilek, Ömerler et Eynez  à respectivement 1,23, 2,44 et 1,47 mSv par an.

### Combustion
La combustion du lignite est source de plusieurs polluants, notamment :
- de particules fines ;
- de dioxyde de soufre — le lignite, étant riche en sulfures — et d'oxyde d'azote, responsables de pluies acides. La teneur en soufre du lignite dépend fortement de l'origine du gisement. Il existe des gisements relativement pauvres en soufre, dont le gisement rhénan fait partie ;
- de éléments-traces métalliques ;
- de dioxyde de carbone.

Le faible rendement énergétique du lignite (comparé à celui du gaz ou des autres formes de charbons) fait de lui une des sources d'énergies les plus polluantes sur quasiment tous les aspects (CO2, particules fines,  radioactivité, etc.).

## Provenances
L'Allemagne est, en 2016, le premier producteur mondial avec 17,3 % de la production mondiale de 990 Mt, en baisse de 2,1 % (et de 3,7 % en Allemagne). Les autres grands pays producteurs sont alors la Chine (14,1 %), la Russie (7,4 %), les États-Unis (6,7 %), la Pologne (6,1 %), l'Indonésie (6,1 %), l'Australie (6,0 %) et la Turquie (5,7 %). Les réserves de lignite sont estimées à 317 Gt (milliards de tonnes) en 2016, dont 28,7 % en Russie, 24,2 % en Australie, 11,4 % en Allemagne, 9,5 % aux États-Unis et 3,5 % en Turquie. L'Allemagne produit 22,6 % de son électricité à partir de lignite en 2017, et encore 16,2 % en 2020.
En Allemagne, le groupe RWE-RHEINBRAUN, filiale du holding RWE, en extrait environ 100 millions de tonnes par an dans trois mines à ciel ouvert dans la Rhénanie-du-Nord-Westphalie (entre Cologne, Aix-la-Chapelle et Mönchengladbach). Ces mines sont celles de Hambach I, Inden I et II et Garzweiler I, qu'il est, par une loi décidée le 16 janvier 2020, votée le 3 juillet 2020 par le Bundestag et entrée en vigueur le 14 août 2020, prévu d'exploiter jusqu'en 2038, malgré le faible rendement énergétique du lignite et donc une contribution surproportionnelle à l'émission de gaz à effet de serre. Les excavatrices descendent jusqu'à 450 m de profondeur dans des excavations de plusieurs kilomètres de large. Les engins avancent en creusant d'un côté et en comblant de l'autre, ce qui explique que la mine se déplace dans le paysage. 
En Australie, l'État du Victoria disposerait de 38 milliards de tonnes de lignite extractibles (estimation de 2002), alors que la production annuelle est de 65 millions de tonnes provenant à 98 % de la vallée Latrobe (à l'est de Melbourne).
|             | Pays        | 1970  | 1980    | 1990    | 2000  | 2011    | %      | 2016  | %      |
| ----------- | ----------- | ----- | ------- | ------- | ----- | ------- | ------ | ----- | ------ |
| 1           | Allemagne   | 369,3 | 388,0   | 356,5   | 167,7 | 176,5   | 16,5 % | 171,5 | 17,3 % |
| 2           | Chine       | 13,0  | 22,0    | 38,0    | 40,0  | 136,3   | 12,7 % | 140,0 | 14,1 % |
| 3           | Russie      | 127,0 | 141,0   | 137,3   | 86,4  | 77,6    | 7,3 %  | 73,7  | 7,4 %  |
| 4           | États-Unis  | 5,4   | 42,3    | 82,6    | 83,5  | 67,7    | 6,3 %  | 66,2  | 6,7 %  |
| 5           | Pologne     | 32,8  | 36,9    | 67,6    | 61,3  | 62,9    | 5,9 %  | 60,2  | 6,1 %  |
| 6           | Indonésie   | NC    | NC      | NC      | NC    | 51,3    | 4,8 %  | 60,0  | 6,1 %  |
| 7           | Australie   | 24,2  | 32,9    | 46,0    | 65,0  | 65,7    | 6,1 %  | 59,7  | 6,0 %  |
| 8           | Turquie     | 4,4   | 15,0    | 43,8    | 63,0  | 70,0    | 6,5 %  | 56,9  | 5,7 %  |
| 9           | Inde        | NC    | NC      | NC      | NC    | 43,1    | 4,0 %  | 45,3  | 4,6 %  |
| 10          | Tchéquie    | 67,0  | 87,0    | 71,0    | 50,1  | 46,8    | 4,4 %  | 38,6  | 3,9 %  |
| 11          | Serbie      | 26,0  | 43,0    | 60,0    | 35,5  | 40,3    | 3,8 %  | 38,0  | 3,8 %  |
| 12          | Grèce       | 8,1   | 23,2    | 51,7    | 63,3  | 58,8    | 5,5 %  | 32,3  | 3,3 %  |
| 13          | Bulgarie    | NC    | NC      | NC      | NC    | 34,5    | 3,2 %  | 31,2  | 3,2 %  |
| 14          | Roumanie    | 14,1  | 27,1    | 33,5    | 17,9  | 32,9    | 3,1 %  | 23,0  | 2,3 %  |
| 15          | Thaïlande   | NC    | NC      | NC      | NC    | 21,3    | 2,0 %  | 17,0  | 1,7 %  |
| …           |             |       |         |         |       |         |        |       |        |
| Total monde | Total monde | 804,0 | 1 028,0 | 1 214,0 | 877,4 | 1 069,8 | 100 %  | 990,2 | 100 %  |

## Utilisateurs
Dans l'Union européenne, les principaux consommateurs de lignite sont, en 2021, l'Allemagne avec 126 Mt (45,66 %), la Pologne avec 52,6 Mt (19,02 %), la République tchèque avec 28,9 Mt (10,45 %) et la Bulgarie avec 28,3 Mt (10,23 %),.

## Art (préhistoire)

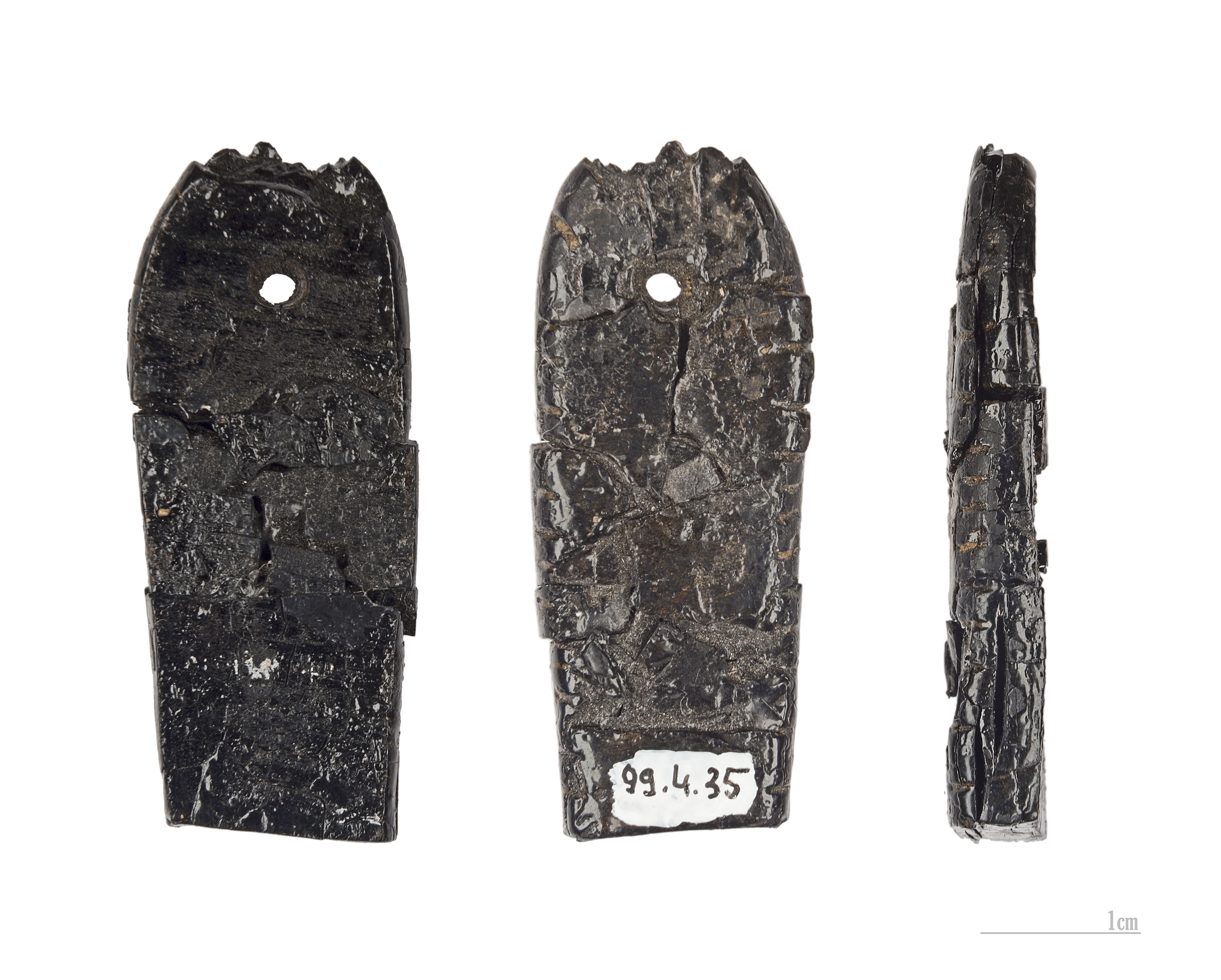
Grotte de Marsoulas, pendeloque en jais du Magdalénien, muséum de Toulouse.

On retrouve, dès le Magdalénien, des pendeloques en jais dans des grottes.

## Commerce
La France est importatrice nette de lignite, d'après les douanes françaises (15 400 tonnes par mois). En 2014, le prix moyen à la tonne à l'import était de 60 €.

## Résidus revalorisés
Lors de l'extraction du lignite, on tombe parfois sur des veines de xylit, bois non encore totalement fossilisé. Ce matériau, même séché, ayant un pouvoir calorifique inférieur (PCI) faible le classe comme un combustible très peu rentable, il n'est donc pas utilisé comme générateur d'énergie par combustion. Grâce à ses caractéristiques (plus élastique et robuste que le bois, il résiste beaucoup mieux à la dégradation biologique avec un rapport C/N de 215/1), le xylit est utilisé à des fins de décoration (sous forme de copeaux) ou de filtration d'eau pour ses qualités remarquables dans ce domaine.